# Friedrich von Katte
Friedrich Christian Karl David von Katte (* 4. April 1770 in Zollchow; † 12. Januar 1836 in Neuenklitsche) war ein preußischer Offizier und Freiheitskämpfer.
Seine Eltern waren August Friedrich Levin von Katte (* 23. Mai 1743; † 19. April 1826) und Anna Elisabeth von Arnstedt (* 1749; † 9. November 1802). Sein Bruder Gottfried von Katte wurde preußischer Generalleutnant.

## Militärischer Werdegang
Karl von Katte entstammte dem brandenburgischen Adelsgeschlecht derer von Katte. Im Alter von 14 Jahren trat er in die preußische Armee ein und nahm 1787 an den Kämpfen in Holland und 1792–1795 an den Feldzügen gegen Frankreich teil. Nach dem Basler Friedensschluss vom 5. April 1795 zwischen Frankreich und Preußen diente er zunächst an der Demarkationslinie am Niederrhein und schließlich in der Garnison Stendal. Im Vierten Koalitionskrieg geriet Katte, inzwischen zum Hauptmann befördert, nach der Schlacht von Lübeck im November 1806 in französische Gefangenschaft. Infolge des Friedens von Tilsit im Sommer 1807 freigelassen, ging er auf sein Gut in Neuenklitsche.

## Aufstand von 1809
Im Herbst 1808 kam es zu ersten Kontakten mit anderen patriotischen Verschwörern, mit dem Ziel, bei Ausbruch eines erneuten Krieges zwischen Frankreich und Österreich einen Aufstand gegen das napoleonische Regime des Königreichs Westphalen zu initiieren. Eugen von Hirschfeld, unterstützt von seinem Bruder Moritz, wirkte im Raum Thüringen und Halberstadt, Katte im Raum Magdeburg und Altmark, Wilhelm von Dörnberg in Hessen. Nach, wie er glaubte, gründlicher Vorbereitung und in Absprache mit anderen Verschwörern wie Ferdinand von Schill und Eugen von Hirschfeld führte Katte am 2. April 1809 ein kleines Kontingent von Freiwilligen (etwa 30 Kavalleristen und 100 Infanteristen) bei Sandau über die Elbe nach Stendal, besetzte die Stadt und beschlagnahmte die dortige Staatskasse. Dann mobilisierte er etwa 300 weitere Freischärler für den beabsichtigten Marsch auf das von den Franzosen nur schwach besetzte Magdeburg. General Claude-Ignace-François Michaud, seit 1808 Befehlshaber der französischen Truppen in Magdeburg, hatte jedoch bereits Gegenmaßnahmen getroffen, möglicherweise gewarnt durch den Verrat eines Kammerjunkers am Hof Jérôme Bonapartes in Kassel. Am Abend des 5. April, bei Wolmirstedt, während der letzten Vorbereitungen zum Marsch nach Magdeburg, erhielt Katte durch einen Boten die Nachricht, dass Hirschfeld verhaftet worden sei und er daher den Angriff auf Magdeburg auf unbestimmte Zeit verschieben müsse. Katte löste sein Korps am 6. April auf. Eine kleine Anzahl der Teilnehmer geriet allerdings in feindliche Hand: von ihnen wurden 14 sicher, weitere 9 wahrscheinlich erschossen.

## Freiheitskriege
Auf Druck der französischen Regierung von Westphalen erklärte ihn die preußische Regierung für vogelfrei. Katte, steckbrieflich gesucht, floh nach Böhmen und trat dort in den Dienst von Herzog Friedrich Wilhelm von Braunschweig-Öls. Er marschierte mit dessen „Schwarzer Schar“ durch Sachsen, wurde dann zu Erzherzog Karl gesandt, und nahm in dessen Armee an den Schlachten von Aspern am 21. und 22. Mai 1809 und Wagram am 5. und 6. Juli 1809 teil. Dann ging er mit dem Herzog von Braunschweig nach England, kehrte aber schon bald in österreichische Dienste zurück. Bei Ausbruch des Kriegs 1813 ging er zurück in die preußische Armee. Er nahm an verschiedenen Feldzügen der Befreiungskriege bis 1815 teil und erhielt das Eiserne Kreuz. Nach Ende des Krieges diente er als Major beim 11. Husarenregiment in Münster.
1826 ging er als Oberstleutnant in Pension und widmete sich seinem Gut in Neuenklitsche. Dort starb er am 12. Januar 1836.

## Weitere Literatur
- Allgemeine deutsche Real-Encyklopädie für die gebildeten Stände. Brockhaus, Leipzig 1827, S. 125–126.
- Veit Veltzke (Hrsg.): Für die Freiheit – gegen Napoleon. Ferdinand von Schill, Preußen und die deutsche Nation. Böhlau, Köln, Weimar, Wien 2009, passim. ISBN 978-3-412-20340-5.